# Statue B de Casa Nocera
La Statue B de Casa Nocera est une sculpture en ronde-bosse, de type anthropomorphique et appartenant à la culture étrusco-padanne. Cet artéfact est daté aux environs de la fin du VIIe siècle av. J.-C. / début du VIIe siècle av. J.-C. La statue à vocation funéraire a été mise au jour dans les années 1930, au sein de la nécropole princière de Casa Nocera, dans l'agglomération de Casale Marittimo, une commune italienne située en Toscane. Elle est actuellement conservée au Musée archéologique de Florence aux côtés de son homologue la statue A de Casa Nocare,.